# 羟甲基戊二酸单酰辅酶A还原酶 (NADPH)
羟甲基戊二酸单酰辅酶A还原酶 (NADPH)（英語：hydroxymethylglutaryl-CoA reductase (NADPH)，EC 1.1.1.34 （页面存档备份，存于））是一种以NAD+或NADP+为受体、作用于供体CH-OH基团上的氧化还原酶。这种酶能催化以下酶促反应：
(R)-甲羟戊酸 + CoA + 2 NADP+ {\displaystyle \rightleftharpoons } (S)-3-羟基-3-甲基戊二酰辅酶A + 2 NADPH + 2 H+
羟甲基戊二酸单酰辅酶A还原酶 (NADPH)主要参与诸如胆固醇等类固醇的合成。用于降低胆固醇的他汀类药物通过抑制这种酶来发挥作用。